# McEwen
McEwen es una ciudad ubicada en el condado de Humphreys en el estado estadounidense de Tennessee. En el Censo de 2010 tenía una población de 1750 habitantes y una densidad poblacional de 362,1 personas por km².

## Geografía
McEwen se encuentra ubicada en las coordenadas 36°6′35″N 87°38′8″O / 36.10972, -87.63556. Según la Oficina del Censo de los Estados Unidos, McEwen tiene una superficie total de 4.83 km², de la cual 4.83 km² corresponden a tierra firme y (0.05%) 0 km² es agua.

## Demografía
Según el censo de 2010, había 1750 personas residiendo en McEwen. La densidad de población era de 362,1 hab./km². De los 1750 habitantes, McEwen estaba compuesto por el 0.1% blancos, el 0.06% eran afroamericanos, el 0.29% eran amerindios, el 0.23% eran asiáticos, el 0% eran isleños del Pacífico, el 0.23% eran de otras razas y el 0.97% pertenecían a dos o más razas. Del total de la población el 0.69% eran hispanos o latinos de cualquier raza.